# تسجيل طائرة
تسجيل الطائرة هو إعطاء الطائرة مجموعةً من الأرقام والأحرف التي تُعَرِّف بها، وتسجيل الطائرة مشابه لرخصة السيارة. واستنادًا إلى معاهدة الطيران المدني الدولي فإن جميع الطائرات يجب أن تسجل في هيئة أو وكالة وطنية. وهذه الحروف تعرف جنسية الطائرة وتبعيتها وتسجيلها للبلد التابعة له، والتي بمجرد رؤيتها فإن الطائرة تعرف عن جنسيتها وتبعيتها، ولا يعني بالضرورة أن الطائرة ملكاً للبلد مانح التسجيل، فقد تكون الطائرة ملكاً لبلدٍ ما، لكن الظروف قد تضطر المالك إلى تسجيلها في دولة أخرى. كما يحدث في حال تأجير طائرة للعمل، فالمشغل بمقتضى العقد يملك حق تشغيل الطائرة، بينما حروف تسجيلها لا تعطي ذات المعلومة.

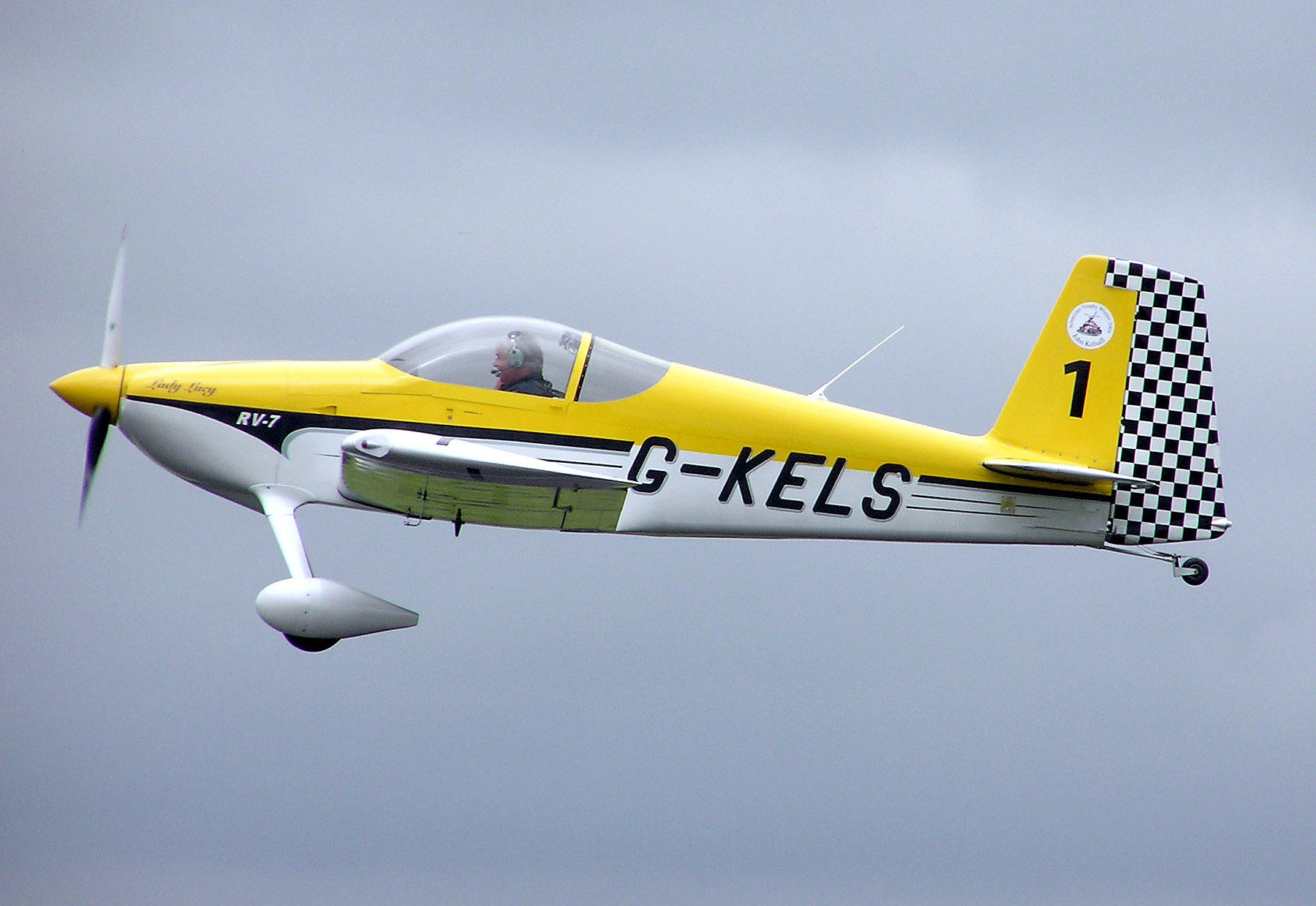
في الصورة يظهر تسجيل هذه الطائرة. تعني البادئة "G" أنها مسجلة في المملكة المتحدة.

كما أنها تمكن العاملين ومشغلي أبراج المراقبة من أداء مهماتهم في الظروف المثلى، والتي تكفل نجاح عملية التواصل، وقد نرى هذه الحروف على أبواب عجلات المقدمة () لتمكن مهندس مراقبة بدأ التشغيل من التواصل مع قائد الطائرة، لأنه في العموم لا يتم التعريف باسم الطيار أو المشغل، إنما باسم الطائرة أو حروف تسجيلها.

## أماكن حروف التسجيل
لحروف التسجيل أماكن محددة على بدن الطائرة، ولو أنه يمكن وضعها طبقاً لما تقتضيه الضرورة،